# Unanimated
Unanimated ist eine schwedische Death-Metal-Band aus Stockholm.

## Geschichte
Die Band wurde im Jahr 1988 gegründet. Im darauffolgenden Jahr folgte das erste Demo. Mit dem zweiten Demo konnte Unanimated einen Vertrag mit dem schwedischen Plattenlabel No Fashion Records aushandeln. Obwohl die Veröffentlichung nach den Kritiken der Fachpresse insgesamt positiv ausfielen, blieb die Band ein Untergrund-Tipp. Das lag vor allem am kleinen Plattenlabel sowie an der Tatsache, dass die Alben genau zu jener Zeit veröffentlicht wurden, als der Death Metal in kommerzieller Hinsicht seinen absoluten Tiefpunkt erlebte. Die Band löste sich nach dem zweiten Album 1996 aufgrund interner Querelen auf. Die einzelnen Mitglieder konzentrierten sich in der Folgezeit auf diverse andere Bands, z. B. Dismember, Entombed, Dark Funeral, Merciless oder Nifelheim. 2008 reformierte sich die Band mit einem Großteil der alten Besetzung und absolvierte am 8. August 2008 im Rahmen des Party.San Open Air (PSOA) in Bad Berka ihren ersten Live-Auftritt nach 12 Jahren. Bei dieser Gelegenheit gab die Band auch an, ein neues Album mit dem Titel In the light of Darkness (The Covenant of Death) via Regain Records veröffentlichen zu wollen.

## Musikstil und Texte
Auf dem Debütalbum In the Forest of the Dreaming Dead verband die Band „den von Nihilist erfundenen heimatlichen Death Metal mit dem rohen Ur-Black Metal von Venom, Bathory, Slayer und Mayhem […]. Damit dürften sie sich zum Vorbild für viele Jungspunde entwickelt haben, die ihre Idee aufschnappten und nun die Lorbeeren einfahren.“ Für Robert Müller vom Metal Hammer war das Debüt „doch eher Matsch“, weshalb ihn Ancient Gods of Evil „erst nicht sonderich interessiert“ habe; der Nachfolger schlage jedoch „bewundernswert locker in die zugegebenermaßen sehr trendy Black Metal-Kerbe, Eindeutig svenska-style, erinnert an Dark Funeral und Dissection.“ Götz Kühnemund vom Rock Hard beschrieb den Stil als „melodischen, schwarz eingefärbten, kompromisslosen Schweden-Death-Metal geht“; sein Kollege Andreas Stappert bezeichnete es als „zweifelsohne eine der besten und wegweisendsten Platten, die der schwedische Death Metal jemals hervorgebracht hat“. Dieses habe die Band mit In the Light of Darkness nicht überbieten können, es sei jedoch „[d]as typischste Trademark, also die stets gegenwärtige Nähe des von dominanten Gitarrenmelodien geprägten Death Metal zum Ur-Black-Metal der Marke Venom und Bathory, […] erhalten geblieben, so dass auch die neuen Stücke allesamt unterschwellig bedrohlich klingen“. Entsprechend orientieren die Texte sich an dunklen Themen, dem Okkultismus und satanischer Philosophie.

## Diskographie

### Alben
- 1993: In the Forest of the Dreaming Dead
- 1995: Ancient God of Evil
- 2009: In the Light of Darkness
- 2021: Victory in Blood

### Demos
- 1990: Rehearsal-Demo
- 1991: Fire Storm (Demo)

### Kompilationsbeiträge
- 1996: Dead Skin Mask auf Satanic Slaughter II
- 1996: Raise the Dead auf In Conspiracy with Satan – A Tribute to Bathory